# إهمال حيزي نصفي
إهمال حيزي نصفي (بالإنجليزية: Hemispatial neglect) هي حالة عصبية نفسية، يُلاحظ فيها أنَّ حدوث ضرر أو تلف مُستمر في أحد نصفي الكرة الدماغية يؤدي إلى ضعفِ الانتباه والتركيز في جانبٍ واحد من مجال الرؤية. تُعَرف بعدم قُدرة الشخص على معالجة وإدراك المُنبهات في جانبٍ واحدٍ من الجسم أو البيئة، وأنَّ هذه الحالة لم تحدث بسبب نقص الإحساس. هذه الحالة شائعة جدًا في الجانب المقابل لنصف الكُرة المُتضرر، ولكن وُثقت حالات أُخرى لحدوثها في نصف الكرة المُتضرر نفسه.

## التسمية
إهمال حيزي نصفي هي ترجمة حرفية لمُصطلح (Hemispatial neglect)، ويُمكن استعمال مكاني بدلًا من حيزي، وأيضًا شقِّي بدلًا من نصفي.
من التسميات الأُخرى للحالة:
- فَقد التَّحَسس النِّصْفِي أو العَمَه الشِقِّي (Hemiagnosia).[3]
- عدم الانتباه البصري الأحادي (unilateral visual inattention).[1]
- عدم الانتباه الشِقي أو النصفي (hemi-inattention).
- متلازمة الإهمال (neglect syndrome).

## تقديم
ينتج الإهمال الحيزي النصفي بشكل شائع بسبب السكتات الدماغية وإصابات الدماغ أحادية الجانب لنصف الكرة المخية الأيمن، بمعدلات مرحلة حرجة تصل إلى 80% ما يسبب إهمالًا بصريًا للجانب الأيسر من الحيز. يحدث الإهمال غالبًا بسبب السكتات الدماغية الضخمة في منطقة الشريان المخي الأوسط ويكون متنوعًا، إذ لا يُظهر معظم الناس جميع سمات المتلازمة.
يعد إهمال الجانب الأيمن الحيزي نادرًا نظرًا لوجود معالجة زائدة للحيز الأيمن من قبل نصفي الكرة المخية اليمنى واليسرى، بينما في الأدمغة التي يسيطر عليها القسم الأيسر منها؛ يُعالَج الحيز الأيسر في نصف الكرة المخية الأيمن فقط. على الرغم من أن الإهمال يؤثر غالبًا وبشكل مدهش على الإدراك البصري (الإهمال البصري)، فقد يكون هناك إهمال لأشكال أخرى من الإدراك إما بمفرده أو بالاقتران مع الإهمال البصري.
يمكن أن تؤدي سكتة دماغية تؤثر على الفص الجداري الأيمن من الدماغ إلى إهمال الجانب الأيسر من ساحة الرؤية، ما يجعل مريض الإهمال يتصرف كما لو كان الجانب الأيسر من الحيز الحسي غير موجود (على الرغم من أنه لا يزال بإمكانه الاستدارة لليسار). قد يعجز المصاب بالإهمال في الحالات الحرجة عن تناول الطعام الموجود بالنصف الأيسر من طبقه على الرغم من كونه جائعًا.
إذا طُلب من مصاب بالإهمال أن يرسم ساعة، فإنه قد يرسم فقط الأرقام من 12 إلى 6، أو قد يرسم جميع الأرقام الـ12 في نصف واحد من الساحة والنصف الآخر مشوه أو فارغ. قد يتجاهل مصابو الإهمال النصفي الجانب المقابل لنصف الكرة المخية المتضرر من أجسادهم، مثلًا يمكن أن يحلقوا أو يضعوا المكياج للجانب غير المصاب بالإهمال، وغالبا ما يصطدم هؤلاء المرضى بأشياء أو هياكل مثل إطارات الأبواب على الجانب الذي يتوافق مع الحيز المهمل لديهم.
قد يظهر الإهمال كشكل وُهامي (توهمي) إذ يرفض المريض ملكية أحد الأعضاء أو جانب كامل من الجسم، ويُوصف هذا بالوهم الأحادي لأنه غالبًا ما يحدث لوحده دون أن يترافق بأوهام الأخرى.
يؤثر الإهمال الحيزي النصفي على الذاكرة واسترجاع الإدراك بقدر ما يؤثر على الإحساس الحالي. وعندما يُطلب من مصاب الإهمال تذكر شيء ما ثم رسمه فإنه يرسم نصف هذا الشيء. ومن غير الواضح ما إذا كان هذا بسبب عجز إدراكي للذاكرة (للمريض الذي فقد أجزاء من المعلومات الحيزية للذاكرة) أو ما إذا كانت المعلومات الموجودة داخل الذاكرة كاملة وسليمة ولكن يتم تجاهلها ببساطة، مثلما يتم يتجاهل جانب من شيء مادي موجود أمام المريض.
قد تكون بعض أشكال الإهمال الحيزي النصفي خفيفة للغاية، كما في حالة تسمى الانطفاء، إذ يسبق ويعيق التحفيز من نصف الكرة المخية المتضرر الإحساسَ الناجم عن التحفيز من النصف غير المتضرر. وعندما يُطلب من هؤلاء المرضى أن يحملقوا في أنف الفاحص يمكنهم اكتشاف الأصابع التي تلوح في الجانب المصاب، فإذا لوح الفاحص بأصابعه على جانبي المريض المصاب وغير المصاب فسيبلغ المريض عن رؤية الحركة في الجانب المماثل لجانب إصابته فقط. 

### المضاعفات
يمكن أن يكون للإهمال أحادي الجانب -على الرغم من التقليل من شأنه- عواقب جليلة، فهو يؤثر سلبًا على القدرة الوظيفية، كما قيس عن طريق مؤشر بارثل لنشاطات الحياة اليومية «بارثل آي دي إل»، أكثر من العمر أو الجنس أو القوة أو جانب السكتة الدماغية أو التوازن أو استقبال الحس العميق أو الإدراك أو حالة «آي دي إل» السابقة للمرض.
يعد وجوده خلال الأيام العشرة الأولى من السكتة الدماغية مؤشرًا قويًا على ضعف التعافي الوظيفي بعد عام وأقوى من المتغيرات الأخرى بما في ذلك الخزل الشقّي والعمى الشقّي والعمر والذاكرة البصرية والذاكرة اللفظية والقدرة على الأداء البصري التركيبي (التعميري).
قد يكون الإهمال الحيزي النصفي من الأسباب التي تجعل المصابين بضرر في نصف الكرة الأيمن معرضين أكثر بمرتين للسقوط من المصابين بضرر في نصف الدماغ الأيسر. وتكون إعادة التأهيل أطول والتحسن أبطأ للمصابين بالإهمال النصفي مقارنة بالمرضى الذين يعانون من حالات وظيفية مماثلة، وقلما يستطيع مرضى الإهمال النصفي العيش بشكل مستقل حتى أقل من المرضى الذين يعانون من حبسة حادة وخزل شقي.

## الأسباب
ترتبط مناطق الدماغ في الفصوص الجدارية والجبهية بانتشار الانتباه (داخليًا أو من خلال حركات العين والتفاتات الرأس أو التناول بالأطراف) في الحيز المقابل. ويرتبط الإهمال الحيزي النصفي ارتباطًا وثيقًا بالأضرار التي لحقت بالملتقى الصدغي الجداري والقشرة الجدارية الخلفية. يمكن أن يظهر ضعف الانتباه للجانب الأيسر من الحيز في المجالات المرئية والسمعية والشمية واستقبال الحس العميق. وعلى الرغم من أن الإهمال الحيزي النصفي يظهر في كثير من الأحيان على أنه عجز حسي (وهو غالبًا مرض يترافق مع عجز حسي)، لكنه في الأساس فشل في إيلاء الانتباه الكافي للمدخلات الحسية.
على الرغم تحديد الإهمال الحيزي النصفي بعد تضرر نصف الكرة الأيسر (ما أدى إلى إهمال الجانب الأيمن من الحيز)، فهو أكثر شيوعًا بعد تضرر نصف الكرة الأيمن. يُعتقد أن هذا التباين يعكس حقيقة أن نصف الكرة الأيمن من الدماغ مخصص للإدراك الحيزي والذاكرة، في حين أن نصف الكرة الأيسر مخصص للغة، وهناك معالجة زائدة للحقول البصرية اليمنى من قبل نصفي الكرة المخيين. وبالتالي فإن نصف الكرة الأيمن قادر على تعويض فقدان وظيفة نصف الكرة الأيسر لا العكس.
لا يجب الخلط بين الإهمال الحيزي النصفي وبين العمى الشقي، إذ ينشأ العمى الشقي من أضرار في المسارات البصرية الأساسية تقطع طريق المدخلات إلى نصفي الكرة المخية من شبكية العين، بينما الإهمال النصفي هو تضرر مناطق المعالجة، فيتلقى نصفا الكرة المخية المدخلات ولكن يوجد خطأ في المعالجة وهي غير مفهومة جدًا.

## نظريات آلية الحدوث
جادل الباحثون أن الإهمال الحيزي النصفي هو اضطراب الانتباه الحيزي أو التمثيل الحيزي. 

### الانتباه الحيزي
الانتباه الحيزي هو عملية اختيار الأشياء الموجودة في موقع واحد للمعالجة عدا الأشياء الموجودة في موقع آخر.  هذا يوحي أن الإهمال أكثر تعمدًا. المريض لديه ألفة لتوجيه الانتباه إلى الجانب غير المتأثر.  وينتج الإهمال عن انخفاض التحفيز في الجانب المقابل للنصف المصاب بسبب نقص تحفيز القشرة البصرية المماثلة للنصف المتضرر وزيادة تثبيط الجانب المقابل للنصف المتضرر. 
يُنظر إلى الإهمال -في هذه النظرية- على أنه اضطراب في الانتباه والتوجيه ناجم عن ارتباك القشرة البصرية، إذ يوجه مرضى هذا الاضطراب الانتباه والحركات إلى الجانب المماثل للنصف المتضرر ويهملون المنبهات في الجانب المقابل للنصف المتضرر على الرغم من الحفاظ على الحقول البصرية. وينتج عن ذلك زيادة حساسية الأداء البصري في الجانب غير المتأثر.  يظهر المريض ألفة للجانب المماثل ويبدو غير قادر على فك الارتباط عن هذا الجانب. 

### التمثيل الحيزي
التمثيل الحيزي هو طريقة تمثيل الحيز في المخ.  ويُعتقد -في هذه النظرية- أن السبب الكامن للإهمال هو عدم القدرة على تكوين تمثيلات في الجزء المقابل للحيز.  يُظهر مرضى الإهمال -حسب النظرية- فشلًا في وصف الجانب المقابل للنصف المتضرر لمشهد مألوف من نقطة معينة من الذاكرة.
يمكن الأخذ بعين الاعتبار الأدلة من دراسة بيسياك ولوزاتي في ساحة بيازا دل دومو، إذ اختاروا مرضى إهمال حيزي نصفي على دراية بتخطيط ساحة بيازا دل دومو، وطُلب منهم أن يتخيلوا أنفسهم في نقاط مختلفة من الساحة دون وجودهم جسديًا فيها، ثم طُلب منهم وصف المعالم المختلفة حول الساحة كالمتاجر.
وصف المرضى -في نقاط مختلفة- بثبات المعالم الموجودة على الجانب الأيمن فقط، متجاهلين الجانب الأيسر من التمثيل. وقد أظهرت نتائج أوصافهم المتعددة في النقاط العلّامة المختلفة أنهم يعرفون معلومات حول الساحة بأكملها، لكنهم حددوا الجانب الأيمن فقط من الحقل المُمَثل في أي نقطة علّامة معينة. وعندما طُلب منهم تبديل النقاط المعينة بحيث يصبح المشهد الذي كان في الجانب المقابل للنصف المتضرر في الجانب المماثل للنصف المتضرر، استطاعوا وصف تفاصيل المشهد الذي أهملوه مسبقًا. 

## التشخيص
يستخدم الأطباء مجموعة متنوعة من الاختبارات يُجرى معظمها بجانب سرير المريض لتقييم نوع وشدة الإصابة بالإهمال، وأكثر الاختبارات استخدامًا وأسرعها هو الخط المنصّف؛ يُرسم في هذا الاختبار خط طوله عدة إنشات على قطعة من الورق ويطلب من المريض شق الخط حتى نقطة المنتصف. ويُظهِر على سبيل المثال مرضى الإهمال النصفي الأيسر انحرافًا باتجاه اليمين لنقطة الوسط الحقيقية للخط. 
وفي اختبار الخط الملغيّ، الذي يُعطى فيه المريض ورقة تحوي على خطوط مختلفة، سيتجاهل مصابو الإهمال النصفي الأيسر كل الخطوط الموجودة على الجانب الأيسر من الورقة.  ويُقيّم الإهمال البصري عن طريق جعل المريض يرسم نسخة من الصورة التي تُعرض له، فإذا طُلب من المريض رسم صورة مركبة فقد يتجاهل بشكل كامل الجانب المقابل لنصف الدماغ المتضرر، وإذا طُلب من المريض رسم شيء فإنه لن يرسم الجانب المقابل للنصف المتضرر لهذا الشيء. 
قد يُطلب من المريض أيضًا قراءة صفحة من كتاب، عندها لن يكون قادرًا أن يوجه عينيه إلى الهامش الأيسر (في حال كانت لغته أجنبية) وسيبدأ بالقراءة من المنتصف. وعند تقديم كلمة واحدة للمريض فإنه إما سيقرأ جزءًا من الكلمة مماثلًا للنصف المتضرر لديه أو سيستبدل الجزء الذي لا يمكنه قراءته ببديل منطقي.

### النوع
تنقسم أنواع الإهمال النصفي بشكل عام إلى اضطرابات المدخلات واضطرابات المخرجات. يتضمن إهمال المدخلات أو «عدم الانتباه»، تجاهل مشاهد أو أصوات أو روائح أو مثيرات اللمس من الجانب المقابل للنصف المتضرر، والمثير للدهشة أن هذا الإهمال يمكن أن ينطبق على المنبهات المتخيلة. في ما يسمى «الإهمال التمثيلي» قد يتجاهل المرضى الجانب الأيسر من الذكريات والأحلام والهلاوس (الإهلاسات).
يتضمن إهمال المخرجات عجزًا في الحركية وأمام الحركية. لا يستخدم المريض المصاب بالإهمال الحركي طرفًا مقابًلا للنصف المصاب على الرغم من القدرة العصبية العضلية على القيام بذلك. يمكن للمرء الذي يعاني من إهمال أمام الحركية أو نقص الحراك الاتجاهي، أن يحرك أطرافه غير المتأثرة بكفاءة في الحيز المماثل للنصف المتضرر، لكنه يواجه صعوبة في توجيهها إلى الحيز المقابل للنصف المتضرر. وبالتالي قد يعاني المصاب بالإهمال أمام الحركية في إدراك شيء على الجانب الأيسر حتى عند استخدام الذراع اليمنى غير المتأثرة.

## العلاج
يعتمد العلاج على إيجاد طرق لجذب انتباه المريض إلى الجهة اليسرى، وعادة ما يتم بشكل تدريجي من خلال الذهاب بضع درجات فقط من خط الوسط المتجاوز والتقدم من هناك. غالبًا ما يتم التأهيل للإهمال الحيزي النصفي من قبل أخصائيي علم النفس العصبي والمعالجين المهنيين وأخصائيي أمراض النطق واللغة ومعالجي الموسيقا العصبية والمعالجين الفيزيائيين وأخصائيي النظارات ومقومي النظر.
تشمل أشكال العلاج التي اختُبرت باستخدام تقارير نجاح متغيرة، التكيف الموشوري، وفيه تُرتدى عدسات موشورية لدفع رؤية المريض نحو اليسار، وتقييد الحركة بحيث يكون الطرف «السليم» مقيدًا بحبال لتشجيع استخدام الطرف المقابل للنصف المتضرر.
استُخدم أيضًا ترقيع العين، إذ وُضعت رقعة على العين «السليمة»، وركزت المعالجات الصيدلانية في الغالب على العلاجات الدوبامينية مثل البروموكريبتين، وليفودوبا، والأمفيتامينات، ومع ذلك، كان لهذه الاختبارات نتائج متفاوتة، فقد ساعدت في بعض الحالات، وأبرزت الإهمال الحيزي النصفي في حالات أخرى.
تبين أن التحفيز الدهليزي للسعرات الحرارية (سي في إس) يؤدي لتخفيف قليل في بعض الحالات.  ومع ذلك فإن هذه التقنية تؤدي إلى ظهور آثار جانبية غير مستحبة مثل الرأرأة والدوار والإقياء. 
بحثت دراسة أجراها شندلر وزملاؤه استخدام اهتزاز عضلات الرقبة على عضلات الرقبة الخلفية المقابلة للنصف المتضرر، للحث على تحويل النظرة ذاتيًا من الأمام الرأسي. تلقت الموضوعات خمس عشرة جلسة علاج متتالية وقُيمت وفق جوانب مختلفة من اضطراب الإهمال النصفي بما في ذلك تصور خط الوسط، ومسح العجز. ووجدت الدراسة دليلًا على أن تحفيز عضلات الرقبة قد ينجح، خاصة إذا اقترن بتقنيات المسح البصري، وكان التحسن واضحًا بعد شهرين من الانتهاء من العلاج. 
تشمل المجالات الأخرى لخيارات العلاج الناشئة استخدام الموشور، والتدرب على المسح البصري، والتدرب على تصور الذكريات الذهني، والتدرب على الارتجاع عبر الفيديو، وتدوير الجذع، والتحفيز الدهليزي الغلفاني (جي في إس)، والتحفيز المغناطيسي عبر الجمجمة (تي إم إس)، والتحفيز بالتيار المستمر عبر الجمجمة (تي دي سي إس).
إن أكثر التدخلات التي دُرست من بين خيارات العلاج الناشئة هذه، هو التكيف الموشوري، وهناك دليل على تحقيق مكاسب وظيفية طويلة الأمد نسبيًا من الاستخدام النسبي قصير الأمد له. ومع ذلك فإن كل هذه التدخلات العلاجية (خاصة تقنيات التحفيز) جديدة نسبيًا وعشوائية، ولا تزال أدلة التجارب الخاضعة للرقابة محدودة. وإجراء المزيد من الاختبارات إلزامي في هذا المجال من الأبحاث من أجل توفير المزيد من الدعم في الممارسة المسندة بالدليل. 